# Österreichische Judo-Damen-Mannschaftsmeisterschaft 1997
Die Österreichische Judo-Damen-Mannschaftsmeisterschaft 1997 ermittelte zum 17. Mal den Österreichischen Mannschaftsmeisters im Judo. Sie wurde vom Österreichischen Judoverband ausgetragen. Sieger war zum 10. Mal der Vereinsgeschichte der JGV Wien.

## Tabelle
| Mannschaft | Ort  | Bundesland | Quelle |
| ---------- | ---- | ---------- | ------ |
| JGV Wien   | Wien | Wien       | [ 2 ]  |

Stand: 2025-02-13